# Plounérin
Plounérin (tiếng Breton: Plounerin) là một xã của tỉnh Côtes-d’Armor, thuộc vùng Bretagne, tây bắc Pháp.

## Dân số
Người dân ở Plounérin được gọi là Plounérinais.